# 나는 죽으러 간다
나는 죽으러 간다는 류명찬 작가가 2009년 6월 5일 출간한 민족과 전쟁터에 내몰린 인간의 내면적 이야기를 그린 휴머니즘 장편 소설이며 동아 & 발해 출판사에서 발행되었다.